# Kazumasa Uesato
Kazumasa Uesato (født 13. marts 1986) er en japansk fodboldspiller, som spiller for den japanske fodboldklub FC Ryukyu.